# Michael Jakobsen
Michael Jakobsen (født 2. januar 1986) er en dansk professionel fodboldspiller, der senest har spillet i den australske klub Adelaide United FC.

## Klubkarriere
Han debuterede for B.93 som femtenårig, og året efter i 2002 fik han Arlas Talentpris. Frank Arnesen, der på det tidspunkt var talentspejder og sportsdirektør for PSV Eindhoven, hentede ham i 2003 til den hollandske klub. Jakobsen faldt dog aldrig til i PSV og skiftede i 2005 til AaB, hvor han hurtigt fik en fast plads på førsteholdet.
Han skiftede til Almería i juli 2010, på det, der var annonceret som en transferaftale. Men i august 2010 udtalte administrerende direktør i AaB, Poul Sørensen, at der var tale om en 1-årig lejekontrakt med efterfølgende købs-forpligtelse. Således kunne Almeria vente et år med at betale transfersummen, som angiveligt var 6-8 millioner kr.
Den 10.august 2012 skrev han under på en 4-årig kontrakt med FC København. Michael Jakobsen blev i juli 2013 udlejet til FC Nordsjælland.
Den 24. januar 2014 købte Esbjerg fB ham fri af hans kontrakt i FC København, og han underskrev en 4-årig aftale. Herfra blev han udlejet til norske Lillestrøm SK i foråret 2016, inden han i sommeren samme år rejste til Australien og klubben Melbourne City. Han skiftede senere til Adelaide United FC.

## Landsholdskarriere
Michael Jakobsen har spillet 72 kampe på forskellige ungdomslandshold, heraf 31 på U/21-landsholdet, som han var en del af til EM-slutrunden i 2006. Han var i en årrække anfører på det danske U/21-landshold.
Han fik debut på A-landsholdet den 28. marts 2009, i VM-kvalifikationskampen mod Malta og spillede i alt fire VM-kvalifikationskampe og en enkelt venskabskamp i 2009. Sidste landsholdskamp var 0-1 nederlaget mod Ungarn den 14. oktober 2009.

## Titler

### Klub
AaB
- Superligaen (1): 2007-08

FCK
- Superligaen (1): 2012-13